# Педро Енріке Орлеанський-Браганза
Педро Енріке Орлеанський-Браганза або Петро III (порт. Pedro de Alcântara Gastão João Maria Filipe Lourenço Humberto Miguel Gabriel Rafael Gonzaga de Orléans e Bragança e Dobrzensky de Dobrzenicz; 19 лютого 1913, Франція — 27 грудня 2007, Вільяманріке-де-ла-Кондеса, Іспанія) — представник Бразильської імператорської династії Орлеанські-Браганза, глава Петрополіської гілки Бразильського імператорського будинку.
Повне ім'я: Педро де Алькантара Гастао Хуан Марія Філіпе Лоренцо Умберто Мігель Габріель Рафаель Гонзага де Орлеанський і Браганза і Добрзенський де Добрзенич.

## Життєпис
Народився 19 лютого 1913 року у місті Е на півночі Франції. Старший син принца Педро де Алькантарі Орлеанського-Браганза (1875—1940) та його дружини, чеської графині Елізабети Добрзенської де Добрзенич (1875—1951).
1920 року після скасування президентом Бразилії Епітасіу Песоа закону про вигнання імператорської родини 7-річний Педро з батьками вперше відвідав країну. 1922 року з нагоди святкування століття незалежності Бразилії принц вдруге побував на батьківщині.
18 грудня 1944 року в Севільї принц Педро Орлеанський-Браганза одружився принцесі Марії де ла Есперансе Бурбон-Сицилійській, молодшій доньці принца Карлоса Бурбон-Сицилійського і принцеси Луїзи Орлеанської. Подружжя мало шістьох дітей.
У 1945 році принц Педро Орлеанський-Браганза відмовився від свого права на титул «герцога Браганза», щоб зміцнити позиції свого зятя, принца Дуарте Нуну, герцога Браганза (1907—1976), чоловіка його молодшої сестри Марії Франциски Орлеанської-Браганза, як спадкоємця королівського престолу Португалії.
1993 року під час бразильського конституційного референдуму про майбутню форму державного устрою в Бразилії принц Педро Орлеанський-Браганза був одним з активних прихильників відновлення монархії. На референдумі монархісти зазнали поразки, отримавши 13,2 % голосів проти 66 % голосів республіканців. Після провалу на референдумі принц відійшов від політики та відхилив ініціативу деяких своїх прихильників щодо створення монархічної партії у Бразилії. Пізніше Педро Орлеанський-Браганза переїхав до маєтку своєї дружини у Вільяманріке-де-ла-Кондеса, Іспанія.
27 грудня 2007 року 94-річний принц Педро Орлеанський-Браганза помер в Іспанії. Головою бразильської імператорської династії став старший син, принц Педро Карлуш Орлеанський-Браганза (нар. 1945).

## Родина
Дружина — Марія де ла Есперансе Бурбон-Сицилійська (1914—2005), молодша донька принца Карлоса Бурбон-Сицилійського (1870—1949) і принцеси Луїзи Орлеанської (1882—1958).
Діти:
- Педро Карло (нар. 31 жовтня 1945 р.) — голова Петрополіської гілки Бразильського імператорського будинку з 27 грудня 2007 року
- Марія Глорія (нар. 13 грудня 1946) — 1-й чоловік з 1972 року кронпринц Югославії Олександр Карагеоргович (нар. 1945). 1985 року подружжя розлучилося. У тому ж році одружилася з іспанським аристократом Ігнасіо де Медіна Фернандес де Кордова, 19-м герцогом Сегорбе (1947).
- Альфонсо Дуарте (нар. 25 квітня 1948) — двічі одружений, двоє дітей від першого шлюбу.
- Мануель Альваро (нар. 17 червня 1949) — був одружений з Маргарет Хафнер (1977—1995), двоє дітей.
- Христина Марія (нар. 16 жовтня 1950 р.) — була двічі одружена, дітей немає.
- Франциско Умберто (нар. 9 грудня 1956) — двічі одружений, троє дітей.